# Foreste umide della Guinea
Le foreste umide della Guinea sono una ecoregione globale che fa parte della lista Global 200 delle ecoregioni prioritarie per la conservazione definita dal WWF. Appartiene al bioma delle foreste pluviali di latifoglie tropicali e subtropicali della regione afrotropicale.
La regione si estende per circa 427.000 km² lungo le coste dell'Africa occidentale di Guinea, Sierra Leone, Liberia, Costa d'Avorio e Ghana, con alcune piccole parti anche in Togo e Benin. In termini di stato di conservazione la regione è considerata in pericolo critico.
La regione è inserita fra gli hotspot di biodiversità con il nome Upper Guinean forests.

## Ecoregioni
Le foreste umide della Guinea sono formate da tre ecoregioni terrestri:
- AT0130 - foreste di pianura della Guinea occidentale
- AT0111 - foreste di pianura della Guinea orientale
- AT0114 - foreste montane della Guinea